# 郭少麒
郭少麒，馬來西亞舞蹈工作者及編舞家。2006年畢業于香港演藝學院中國舞系，在校期間曾在多個作品擔任領舞，赴新加坡、法國、布拉格、北京等多個國家演出，亦曾加入香港東南亞舞蹈團。2007年加入台灣雲門舞集2，演出經典舞作包括伍國柱作品《斷章》及林懷民作品《鳥之歌》。2012年回馬設立工作室，開始投入舞蹈創作并成立華族舞團《麒舞者》。2006年以獨舞作品《夢蝶》獲第五屆Annual BOH Cameronian Arts Awards最佳編舞與最佳舞者。

## 作品
- Last Song
- A Wanderer in Berlin （2015）
- 明日晚霞（2013）
- 青蛇與法海（2013）
- 亞當與夏娃（2012）
- 花非花（2010）
- 夢蝶（2006）